# Gazeta Wyborcza
 Gazeta Wyborcza (phát âm tiếng Ba Lan: [ɡaˈzɛta vɨˈbɔrtʂa]; Electoral Gazette bằng tiếng Anh) là một tờ báo phát hành hàng ngày được xuất bản tại Warsaw, Ba Lan. Bao trùm toàn bộ các tin tức chính trị, quốc tế và tổng quát từ góc độ tự do, Gazeta Wyborcza là tờ nhật báo độc lập hậu cộng sản đầu tiên của Ba Lan.

## Lịch sử và hồ sơ
Gazeta Wyborcza được xuất bản lần đầu vào ngày 8 tháng 5 năm 1989, theo phương châm tiêu đề có vần điệu,"Nie ma wolności bez Solidarności"("Không có tự do nếu không có sự đoàn kết"). Những người sáng lập là Andrzej Wajda, Aleksander Paszyński và Zbigniew Bujak.  Thành lập của nó là kết quả của Thỏa thuận Bàn tròn Ba Lan giữa chính phủ cộng sản Cộng hòa Nhân dân Ba Lan và các đối thủ chính trị tập trung vào phong trào Đoàn kết. Nó ban đầu được sở hữu bởi Agora SA. Sau này Cox Communications đã mua một phần.  Công ty trở thành Công ty Mỹ"Cox Enterprises"vào năm 1993.
Tờ báo này là tiếng nói của Phong trào Đoàn kết trong cuộc bầu cử bán tự do sắp diễn ra được tổ chức vào ngày 4 tháng 6 năm 1989 (do đó là tiêu đề của nó). Như vậy, đây là tờ báo hợp pháp đầu tiên được xuất bản ngoài tầm kiểm soát của chính quyền cộng sản kể từ khi thành lập vào cuối những năm 1940.
Tổng biên tập của tờ báo, kể từ khi thành lập, là Adam Michnik. Ông được bổ nhiệm vào bài viết của Lech Wałęsa. Bài viết được xuất bản ở định dạng nhỏ gọn.
Theo các biên tập viên, phiên bản đầu tiên phát hành ít (150.000 bản) và tương đối đắt tiền do nguồn cung cấp giấy có hạn từ nhà nước. Một năm rưỡi sau, số lượt chạy hàng ngày đã đạt 500.000 bản. Vào tháng 9 năm 1990, trong cuộc chia tay tàn khốc của trại Đoàn kết sau sự sụp đổ của chính quyền cộng sản, Wałęsa đã thu hồi quyền sử dụng biểu tượng của Đoàn kết trên tiêu đề của nó.
Kể từ đó, Gazeta Wyborcza là một tờ báo độc lập hoàn toàn, thường ủng hộ các giá trị mới, và thậm chí ngày càng tiết lộ quan điểm bảo thủ khốc liệt của mình bằng cách sa thải các nhà báo trung tả (như Wojciech Tochman), duy trì các tín đồ của chủ nghĩa tân tự do (như Witold Gadomski) trong số những người ủng hộ là những người cánh hữu tàn bạo và có lẽ đã giảm nhẹ một chút lập trường của họ chỉ để được làm việc (như Eliza Michalik hoặc Tomasz Terlikowski). Bài viết này là một tờ báo hàng ngày đa phần, và nó xuất bản hàng ngày phiên bản địa phương cho các thành phố sau: Warsaw, Białystok, Bydgoszcz, Częstochowa, Gdańsk, Gorzow Wielkopolski, Katowice, Kraków, Kielce, Lublin, Łódź, Olsztyn, Opole, Plock, Poznań, Radom, Rzeszów, Szczecin, Toruń, Wrocław và Zielona Góra.

## Vòng đời
Gazeta Wyborcza đã có số lượng phát hành 432.000 bản trong ba quý đầu năm 1998. Lưu hành của bài báo là 459.473 bản trong khoảng từ tháng 1 đến tháng 2 năm 2001. Lưu hành của nó là 542.000 bản trong năm 2003, khiến nó trở thành tờ báo bán chạy thứ hai trong cả nước. Số lượng phát hành năm 2004 của bài báo là 516.000 bản vào các ngày trong tuần và 686.000 bản vào cuối tuần. Lưu hành trung bình của tờ báo đã đạt đỉnh 672.000 và là tờ báo bán chạy nhất ở Ba Lan, nhưng đến năm 2010, lượng phát hành đã giảm hơn một nửa, xuống còn 319.000 và Fakt đã vượt qua Gazeta Wyborcza trở thành tờ báo hàng đầu của Ba Lan. Sự suy giảm tiếp tục vào năm 2013 khi giảm xuống 190.000. Số lượng bán tiếp tục giảm, xuống còn 86.000 vào năm 2019 , nhưng nó đã ổn định vào đầu năm 2020 ở mức 81.000.

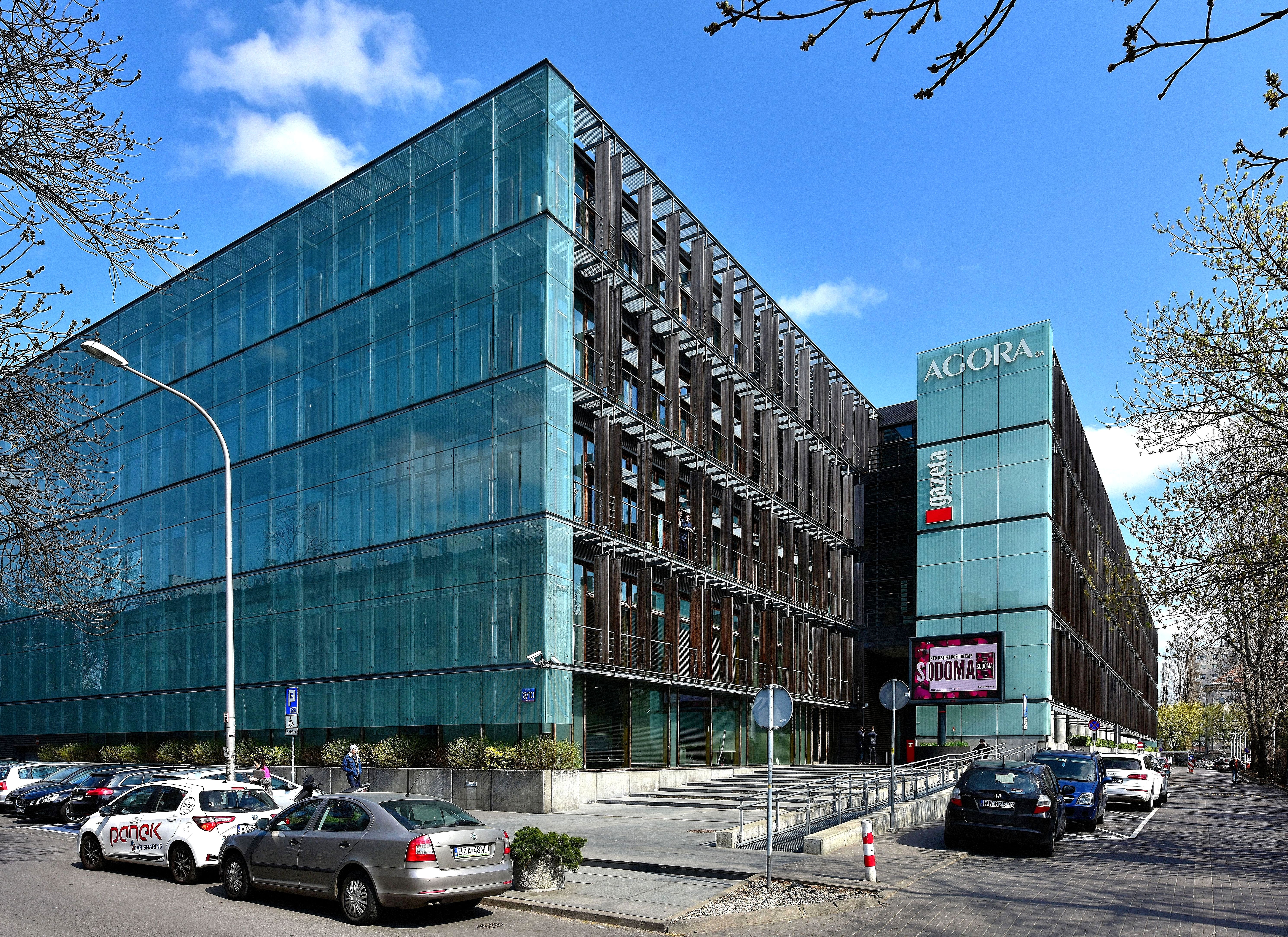
Trụ sở chính của Gazeta Wyborcza tại Warsaw, Phố Czerska

### Vụ Rywin
Năm 2003, Lew Rywin, một nhà sản xuất phim nổi tiếng người Ba Lan, đã bị Gazeta Wyborcza buộc tội vì tội hối lộ khi ông ta bị cáo buộc đã hối lộ 17,5 triệu đô la từ biên tập viên Adam Michnik để đổi lấy hóa đơn truyền thông. Việc thông qua dự luật dưới hình thức ban đầu do chính phủ đề xuất sẽ khiến Agora SA không thể mua được Polsat, một trong những đài truyền hình tư nhân của Ba Lan. Vụ án này, được gọi là vụ Rywin, dẫn đến việc thành lập một ủy ban điều tra của Quốc hội Ba Lan. Do đó, Lew Rywin đã bị kết án vì cố gắng gây ảnh hưởng đến quá trình lập pháp của quốc hội theo cách cho phép một công ty truyền thông Ba Lan mua một đài truyền hình. Hơn nữa, dự thảo hành động gây tranh cãi đã bị Quốc hội Ba Lan bác bỏ.

## Các nhà báo đóng góp
| - Tomasz Bielecki (Brussels) - Anna Bikont - Seweryn Blumsztajn - Artur Domosławski - Witold Gadomski - Wojciech Jagielski - Andrzej Jagodziński - Włodzimierz Kalicki - Agnieszka Kublik - Jarosław Kurski - Adam Leszczyński - Mikołaj Lizut - Helena Łuczywo - Ewa Milewicz - Paweł Mossakowski - Agata Nowakowska | - Wojciech Orliński - Lidia Ostałowska - Piotr Pacewicz - Roman Pawłowski - Wacław Radziwinowicz - Paweł Smoleński - Tadeusz Sobolewski - Piotr Stasiński - Katarzyna Surmiak-Domańska - Jacek Szczerba - Joanna Szczęsna - Mariusz Szczygieł - Witold Szabłowski - Jan Turnau - Adam Wajrak - Bartosz Węglarczyk | - Bartosz T. Wieliński - Dominika Wielowieyska - Artur Włodarski - Paweł Wroński - Sławomir Zagórski Columnists - Andrzej Chłopecki - Kinga Dunin - Konstanty Gebert - Roman Giertych - Aleksander Hall - Michał Ogórek - Eliza Michalik - Joanna Szczepkowska - Magdalena Środa - Tomasz Terlikowski - Leopold Unger - Witold Sadowy - Piotr Wierzbicki |

## Các chuyên mục
Gazeta Praca (quảng cáo việc làm được phân loại, danh sách lương, Thứ Hai), Gazeta Sport (Thứ Hai), Komunikaty (rao vặt, thứ Ba), Gazeta Dom (xây dựng và trang trí nội thất, Thứ Tư), Duży Format (phóng sự, Thứ Năm), Gazeta Telewizyjna (chương trình TV, Thứ Sáu), Gazeta Co Jest Grane (tiết mục điện ảnh và sân khấu, đánh giá phim và sách, sự kiện âm nhạc, thứ Sáu), Gazeta Turystyka (du lịch, thứ bảy) và Wysokie Obcasy, Wysokie Obcasy Extra  Tháng 4 năm 1999).

## Phiên bản web
Phiên bản trực tuyến của Gazeta Wyborcza là một trong những phần của cổng thông tin Gazeta.pl. Phiên bản điện tử trả tiền của tờ báo là một lựa chọn. Trang web wyborcza.pl đã được mở rộng thông qua bảng xếp hạng các bài viết thường xuyên được đọc và bình luận nhiều nhất. Nó trình bày lịch sử Ba Lan và toàn cầu trên hầu hết các trang bìa đáng chú ý của Gazeta Wyborcza. Bên cạnh các phần tương tự từ phiên bản giấy, trang web cũng cung cấp một phần phản hồi cho phép người đọc liên hệ với đội ngũ biên tập và bày tỏ ý kiến).
Trang web của tờ báo liên kết đến blog của các nhà báo của Gazeta, bao gồm những blog của: Ewa Milewicz, Dominika Wielowieyska, Jan Turnau, Bartosz Węglarchot và Wojciech Orliński. Số lượng các nhà báo viết blog không ngừng tăng lên.